# Courtney Peak (Antarktika)
Courtney Peak ist ein 1060 m hoher Gipfel der Gross Hills in der westantarktischen Heritage Range.
Courtney Peak wurde von United States Geological Survey im Rahmen der Erfassung des Ellsworthgebirges in den Jahren 1961–66 durch Vermessungen vor Ort und Luftaufnahmen der United States Navy kartografiert. Benannt wurde der Gipfel vom Advisory Committee on Antarctic Names nach Kenneth N. Courtney, einem Elektroniker der United States Navy. Dieser hatte während seiner Einsätze in der Antarktis (sechs Sommer-Saisons einschließlich der Operation Deep Freeze 1966) zu Verbesserungen der Effizienz im Kommunikationsbereich beigetragen.